# روي راموس
روي راموس (بالبرتغالية: Ruy Ramos) (باليابانية: ラモス瑠偉) ، وينطق باليابانية «راموسو روي» ، من مواليد 9 فبراير 1957م، وهو لاعب كرة قدم ياباني من أصل برازيلي، هاجر إلى البرازيل وعاش في حياته كلاعب ياباني، شارك في كأس آسيا عام 1992م، وحقق اللقب وشارك مع منتخب بلاده في بطولة كأس الملك فهد عام 1995 بالمملكة العربية السعودية، وشارك في تصفيات آسيا لكأس العالم 1994 ، حيث لم يوفق في تأهل منتخب اليابان إلى كأس العالم، وتأهلت السعودية وكوريا الجنوبية إلى البطولة.

## مشاركته مع منتخب بلاده
| المنتخب الوطني الياباني | المنتخب الوطني الياباني | المنتخب الوطني الياباني |
| السنة                   | الظهور                  | أهداف                   |
| ----------------------- | ----------------------- | ----------------------- |
| 1990                    | 3                       | 0                       |
| 1991                    | 2                       | 0                       |
| 1992                    | 10                      | 0                       |
| 1993                    | 14                      | 1                       |
| 1994                    | 0                       | 0                       |
| 1995                    | 3                       | 0                       |
| المجموع                 | 32                      | 1                       |